# HDD Telemach Olimpija 2015/16
Sezona 2014/15 HDD Telemach Olimpija je deveta klubska sezona v avstrijski ligi, ob tem bo klub igral še v končnici slovenske lige, v katero je avtomatično uvrščen. Domača dvorana je Hala Tivoli.

## Postava
- Trener:  Bojan Zajc
- Pomočnika trenerja:
- Predsednik:  Marko Popovič

| Vratarji | Vratarji                | Vratarji        | Vratarji    | Vratarji | Vratarji              | Vratarji           |
| -------- | ----------------------- | --------------- | ----------- | -------- | --------------------- | ------------------ |
| #        | Nar                     | Igralec         | Boljša roka | Sez.     | Starost (rojstni dan) | Kraj rojstva       |
| ?        | Združene države Amerike | Jeff Frazee     | leva        | 1        | 29 let (13. maj 1987) | Edina, ZDA         |
| ?        | Slovenija               | Jakob Raisp     | leva        | 1        | 21 let (17. maj 1995) | Maribor, Slovenija |
| ?        | Slovenija               | Tilen Spreitzer | leva        | 1        | 19 let (9. maj 1997)  | Slovenija          |

| Branilci | Branilci  | Branilci        | Branilci    | Branilci | Branilci                   | Branilci            |
| -------- | --------- | --------------- | ----------- | -------- | -------------------------- | ------------------- |
| #        | Nar       | Igralec         | Boljša roka | Sez.     | Starost (rojstni dan)      | Kraj rojstva        |
| 6        | Slovenija | Boštjan Groznik | leva        | 14       | 34 let (3. julij 1982)     | Brezje, Slovenija   |
| 72       | Slovenija | Kristjan Čepon  | leva        | 4        | 20 let (12. november 1995) | Slovenija           |
| 23       | Slovenija | David Planko    | desna       | 3        | 23 let (20. junij 1993)    | Slovenija           |
| ?        | Kanada    | Sacha Guimond   | leva        | 1        | 25 let (28. marec 1991)    | Ville-Marie, Kanada |
| ?        | Kanada    | Jonathan Harty  | leva        | 1        | 28 let (7. april 1988)     | Lahr, Nemčija       |

| Napadalci | Napadalci | Napadalci         | Napadalci | Napadalci   | Napadalci | Napadalci                   | Napadalci            |
| --------- | --------- | ----------------- | --------- | ----------- | --------- | --------------------------- | -------------------- |
| #         | Nar       | Igralec           | Položaj   | Boljša roka | Sez.      | Starost (rojstni dan)       | Kraj rojstva         |
| 9         | Slovenija | Nik Pem           | LW        | leva        | 2         | 21 let (30. avgust 1995)    | Jesenice, Slovenija  |
| 11        | Slovenija | Žiga Pešut        | LW        | leva        | 4         | 23 let (5. oktober 1992)    | Maribor, Slovenija   |
| 14        | Slovenija | Matej Hočevar     | RW        | desna       | 12        | 34 let (30. april 1982)     | Ljubljana, Slovenija |
| 16        | Slovenija | Aleš Mušič (C)    | RW        | leva        | 16        | 34 let (28. junij 1982)     | Ljubljana, Slovenija |
| 25        | Slovenija | Sebastijan Hadžić | C         | leva        | 3         | 21 let (6. januar 1995)     | Jesenice, Slovenija  |
| 29        | Slovenija | Anže Ropret       | LW        | desna       | 11        | 26 let (23. november 1989)  | Ljubljana, Slovenija |
| ?         | Slovenija | Aljaž Chvatal     | RW        | desna       | 1         | 20 let (22. januar 1996)    | Slovenija            |
| ?         | Švedska   | Gilbert Gabor     | LW        | leva        | 1         | 21 let (11. september 1995) | Stockholm, Švedska   |
| ?         | Slovenija | Krištof Potočnik  | C         | leva        | 1         | 19 let (4. februar 1997)    | Kranj, Slovenija     |
| ?         | Kanada    | Raphaël Bussières | LW/RW     | leva        | 1         | 22 let (5. november 1993)   | Longueuil, Kanada    |
| ?         | Kanada    | Chris Langkow     | C         | leva        | 1         | 27 let (22. avgust 1989)    | Vegreville, Kanada   |